# Lacus Doloris

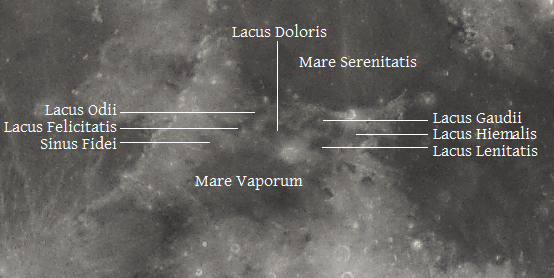
Localización del Lacus Doloris entre el Mare Serenitatis (al norte) y el Mare Vaporum (al sur)

El Lacus Doloris (en latín "Lago del Dolor") es un pequeño mar lunar localizado en la región Terra Nivium. Las coordenadas selenográficas de su centro son 17.1° Norte, y 9.0° Este. Su diámetro envolvente es de unos 110 km.

## Cráteres en y alrededor del lago
- Bowen
- Manilius - al sur

## Denominación
El nombre del lago fue adoptado por la Unión Astronómica Internacional en 1976.